# 第七代額爾金伯爵湯瑪斯·布魯斯

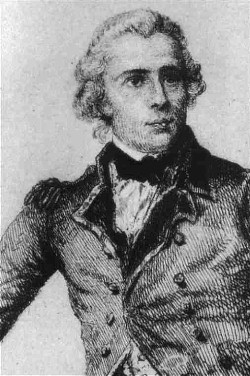
湯瑪斯·布魯斯，第七代額爾金伯爵與第十一代金卡丁伯爵

湯瑪斯·布魯斯，第七代額爾金伯爵與第十一代金卡丁伯爵（英語：Thomas Bruce, 7th Earl of Elgin and 11th Earl of Kincardine；1766年7月20日—1841年11月14日）英國貴族與外交官。

## 生平
他是查理·布魯斯，第五代額爾金伯爵（1732—1771）的次子，1771年其兄長威廉·布魯斯，第六代額爾金伯爵夭折後，以五歲稚齡繼承爵位。1785年参加陆军，后升少将。1790年开始外交生涯。在对法国进行的战争的第1阶段，于1792年任驻布鲁塞尔公使，1795年出使柏林，1799—1803年任驻君士坦丁堡特命公使。回国途中由于《亚眠和约》决裂被阻留于法国，到1806年才返抵英格兰，发现自己遭大肆攻击，名声受损，因而便不再从政。他对古典艺术极有兴趣。在1802—1812年间搜集了大批雕塑品（主要是雅典帕台农神庙）运回英国，此事引起非议。1810年他发表了一份《备忘录》，为自己的行动进行辩护。1816年，在一个议会委员会的推荐下，英国以3.5万英镑买下这批大理石雕刻品，保存在不列颠博物馆。

## 晚年
托马斯结过两次婚，1799年3月11日，他娶了玛丽(1778 - 1855)，生有一男三女，亚眠和约破裂他被“扣留”在法国期间，他的妻子有了情人，1806年回到英国后他以通奸起诉，最后离婚。1810年9月21日，他娶了伊丽莎白(1790 - 1860)，并搬到欧洲大陆居住，两人有四子三女，长子詹姆斯·布魯斯继承埃尔金伯爵爵位，担任过英属北美（British North America）首席长官和印度总督。
埃尔金1841年11月4日于巴黎去世，享年75岁。

## 家庭
- 妻子伊丽莎白
  - 詹姆斯·布鲁斯，第八代额尔金伯爵
  - 弗雷德里克·布鲁斯

## 扩展阅读
- Burke, John Bernard.  14. Colburn. 1852: 364.
- Courier staff. . The Courier (Hobart, Tas. : 1840 - 1859) (Hobart, Tas.: National Library of Australia). 14 May 1841: 4  [5 November 2011]. （原始内容存档于2020-07-26）.
- Lang, Cecil Y. Lang, Cecil Y.; Shannon, Jr., Edgar F. , 编.  2. Harvard University Press. 1987: 350. ISBN 978-0-674-52584-9.
- Urban, Sylvanus (编). .  170. J.B. Nicolas and Son. January 1841: 106.
- St Clair, William. . . Oxford University Press. Sept 2004; online edn, Jan 2008  [20 Sep 2008]. （原始内容存档于2015-09-24）.